# Transformers: Revenge of the Fallen (videojuego)
Transformers: Revenge of the Fallen es un videojuego de disparos en tercera persona de 2009 basado en la película del mismo nombre. Es la secuela de Transformers: The Game, y el segundo videojuego basado en la serie de películas de Transformers. Las versiones del juego para PlayStation 3 y Xbox 360 fueron desarrolladas por Luxoflux, y portadas a la PC por Beenox Studios. Las versiones de PlayStation 2 y Wii fueron desarrolladas por Krome Studios, y la versión para PlayStation Portable fue desarrollada por Savage Entertainment. Todas las versiones del juego fueron publicadas por Activision y lanzadas el 23 de junio de 2009, un día antes del estreno de la película en los Estados Unidos. Australia recibió el juego un día después, y Europa el 26 de junio. 
Todas las versiones del juego siguen vagamente la trama de la película en la que se basan. Tras la muerte de su líder, Megatron, los Decepticons se han escondido en la Tierra, mientras que los Autobots han formado una alianza con la humanidad para cazarlos. Los Decepticons están siendo ayudados en secreto por un nuevo enemigo, The Fallen, quien busca activar una máquina antigua que les proporcionaría suficiente Energon para derrotar a los Autobots, destruyendo el Sol y toda la vida en la Tierra en el proceso. Las versiones de PC, PS3 y Xbox 360 cuentan con un formato de campaña dividida, pudiendo elegir entre una campaña Autobot y una Decepticon. Las versiones de PS2 y Wii combinan las historias Autobot y Decepticon en una campaña que alterna entre facciones. Transformers Revenge of the Fallen: Autobots y Transformers Revenge of the Fallen: Decepticons son las versiones para Nintendo DS del juego, desarrolladas por Vicarious Visions. Similar a Transformers: Autobots y Transformers: Decepticons, la versión de DS se divide en dos juegos separados. Autobots sigue la perspectiva de los héroes, mientras que Decepticons sigue la perspectiva de los villanos.
Revenge of the Fallen recibió críticas mixtas en los sistemas PlayStation 3 y Xbox 360, con un 63,55% y un 63,46% en GameRankings y con un 63 y 61 sobre 100 en Metacritic. Las versiones de PlayStation 2 y Wii obtuvieron resultados más bajos, con un 46% y un 53% en GameRankings, respectivamente. A las iteraciones de DS les fue un poco mejor, con un promedio crítico del 66,82% para Autobots y 69% para Decepticons en GameRankings.

## Jugabilidad

### PC, PlayStation 3 y Xbox 360
Al igual que con Transformers: The Game, Revenge of the Fallen cuenta con dos campañas distintas; una que representa las acciones de los Autobots, y la otra las acciones de los Decepticons. El juego expande la trama de la película con misiones y personajes adicionales. A diferencia de su predecesor, Revenge of the Fallen presenta una progresión de misión no lineal similar a un centro. Esto permite al jugador elegir qué misiones les gustaría cumplir y donde para impulsar aún más la historia.
El multijugador en línea ofrece cinco modos diferentes. "A muerte" permite a los jugadores elegir cualquier personaje en una batalla libre para todos. "A muerte en equipo" ofrece Autobots contra Decepticons. "Puntos de Control" ofrece jugabilidad similar a la serie Star Wars: Battlefront, con los equipos luchando por el control de zonas específicas para ganar puntos. "Uno sobrevivirá" es similar a A muerte en equipo, la diferencia es que el objetivo es que un jugador venza al líder enemigo (Optimus Prime o Megatron) mientras protege al suyo. El modo final, "Batalla por los Fragmentos", presenta jugabilidad al estilo de Capturar la bandera; los equipos buscan los fragmentos de la Chispa Vital AllSpark y los devuelven a su base para ganar puntos.

### PlayStation 2 y Wii
Las versiones del juego para PlayStation 2 y Wii combinan elementos de disparos en tercera persona con peleadores. En esta versión solo hay una campaña lineal, con las facciones cambiando entre algunos niveles. Su capacidad para transformarse en vehículos está ausente y, en cambio, se usa como un potenciador que derrota instantáneamente a todos los enemigos alrededor del jugador y cuesta Energon, que se muestra en el HUD, debajo de la barra de salud. El Energon se obtiene al derrotar enemigos y también se puede usar para restaurar la salud. También hay varios desbloqueables, como artes conceptuales y modelos de personajes, y un modo multijugador cooperativo local, en el que dos jugadores tienen que sobrevivir contra oleadas de enemigos durante el mayor tiempo posible.

## Argumento

### Escenario
Revenge of the Fallen se desarrolla unos años después de los eventos de Transformers: The Game. El malvado líder de Decepticon, Megatron, ha sido asesinado, y la poderosa Chispa Vital se ha roto en numerosos fragmentos, esparcidos por la Tierra, para evitar que caiga en las manos equivocadas. Sin embargo, a pesar de la muerte de Megatron, numerosos Decepticons todavía están activos en varios lugares del mundo, lo que obliga a los heroicos Autobots, liderados por Optimus Prime, a trabajar con la humanidad para cazarlos. Sin el conocimiento de los Autobots, The Fallen, un ex Prime y el primer Decepticon, ha regresado y está ayudando a los Decepticons actuales con sus planes para resucitar a Megatron y derrotar a los Autobots.
Las versiones del juego para PC, PlayStation 3 y Xbox 360 presentan dos campañas diferentes, una desde la perspectiva de los Autobots y la otra desde la de los Decepticons, que se cruzan en varias ocasiones, mientras que las versiones de PlayStation 2 y Wii presentan una sola campaña, que alterna entre las dos facciones.

### PC, PlayStation 3 y Xbox 360

#### Campaña Autobot
Los Autobots reciben informes de NEST sobre una presencia Decepticon en Shanghái, China. Al llegar, son alertados de numerosos Decepticons en el área y luchan contra ellos, con Ironhide derrotando al Decepticon Sideways, aunque desaparece poco después. Cuando Optimus Prime se entera de esto, Ratchet es enviado a investigar y finalmente encuentra a Ironhide, lo recarga y lo escolta a un lugar seguro. Posteriormente, el colosal Decepticon Demolishor ataca, pero Optimus lo derrota; antes de morir, Demolishor afirma que "The Fallen volverá a alzarse".
Los Autobots luego se dirigen a Burbank, California, donde un fragmento previamente desconocido de la Chispa Vital ha surgido en posesión de Mikaela Banes. Cuando los Decepticons detectan el fragmento, Bumblebee es enviado para proteger a Mikaela. Mientras tanto, los Decepticons descubren la ubicación de Megatron en el Abismo Laurentino por Soundwave. A pesar de que Breakaway fue enviado para defender la flota de portaaviones Deep-6 que protege el cuerpo de Megatron, los Decepticons logran recuperar los restos de Megatron y luego resucitarlo usando un fragmento de la Chispa Vital que habían robado.
En la costa este, Sam Witwicky es secuestrado por Decepticons y llevado a un parque industrial cerca de su universidad. Después de que Ratchet localiza a Sam, Bumblebee lo rescata y derrota a Grindor. Mientras tanto, Optimus decide darles a los humanos un arma Cybertroniana llamada Axiom Gun para ayudar a combatir la creciente amenaza Decepticon, y escolta personalmente el arma a la sede de NEST. Luego, los Autobots llevan a Sam a encontrarse con el exagente Simmons, quien conoce el paradero de un viejo Transformer, el ex Decepticon Jetfire. Bumblebee lleva a Sam al museo donde se encuentra Jetfire y debe defenderse de varias oleadas de Decepticons que los atacan. Jetfire finalmente se despierta y lleva a Sam a través del Puente Espacial trans-dimensional a El Cairo, Egipto.
Jetfire revela que la Dinastía de los Primes construyó una máquina llamada Cosechador de Soles escondida en una pirámide egipcia, que Jetfire afirma que puede destruir estrellas para recolectar su poder, convirtiéndolo en Energon. Los Autobots llegan a las afueras de El Cairo en busca de Sam y Jetfire, y son atacados por los Decepticons, pero logran derrotarlos. Después de localizar a Sam, Optimus Prime lo lleva a la Tumba de los Antiguos y lo defiende de Megatron y Starscream. Mientras ayuda a Optimus a luchar contra ellos, Jetfire es herido de muerte por Megatron. Después de que los dos Decepticons son derrotados, Jetfire le presta sus alas y otras partes a Optimus para ayudarlo a detener a The Fallen, quien en este punto ha activado su Cosechador. Mientras Optimus se enfrenta a The Fallen, los otros Autobots luchan contra los Decepticons restantes, con Bumblebee derrotando al enorme Devastator. Finalmente, Optimus mata a The Fallen y envía su cadáver al Cosechador Solar, lo que hace que explote. Con la Tierra y el Sol salvados y los Antiguos Transformers vengados, Optimus elogia a sus compañeros Autobots por su valentía. Ratchet luego les informa que los Decepticons sobrevivientes, incluido Megatron, abandonaron la Tierra y se dirigen a una galaxia distante, pero probablemente regresarán, lo que significa que la guerra aún no ha terminado.

#### Campaña Decepticon
Mientras busca el cuerpo perdido de Megatron en Shanghái, Sideways se encuentra con un grupo de Autobots y los derrota. Luego se le ordena encontrar y rescatar a Grindor, que ha desaparecido, y atacar varias matrices NEST, que infecta con un virus, dando a los Decepticons acceso a las comunicaciones NEST. Mientras tanto, Long Haul destruye las bases de NEST alrededor de Shanghái y se encuentra con Ironhide, a quien derrota. Starscream, quien lidera a los Decepticons en ausencia de Megatron, proclama que su victoria en Shanghái servirá como advertencia a Optimus Prime.
Luego, los Decepticons se dirigen a Burbank, donde Soundwave se entera de que Sam Witwicky le había dado un fragmento de la Chispa Vital a Mikaela. Creyendo que el fragmento se puede usar para revivir a Megatron, Long Haul es enviado a capturar a varios humanos, quienes luego son interrogados por Starscream sobre el paradero de Mikaela. Después de descubrir la ubicación de Mikaela, se envía a Long Haul a buscarla. Sin embargo, Starscream luego recibe la noticia de que las tropas Decepticon que transportan a Mikaela han sido interceptadas por los Autobots. Tras la derrota, Starscream decide secuestrar al jefe Galloway de la NSA. Después de destruir varios edificios propiedad de la corporación fachada Massive Dynamics, Starscream captura a Galloway y lo pone bajo el control de Decepticon. Mientras tanto, los Autobots envían a Breakaway para detener las actividades de los Decepticons en Burbank, pero Grindor lo intercepta y lo derrota. 
Los Decepticons descubren gracias a Galloway que otro fragmento de la Chispa Vital está bajo la custodia de NEST y que Megatron está enterrado en lo profundo del Abismo Laurentino. Después de que Ravage recupera el fragmento, los Decepticons viajan al Atlántico, donde Starscream desactiva los portaaviones Deep-6 que protegen los restos de Megatron, lo que permite a los Decepticons recuperar el cuerpo de su antiguo líder. Luego, Megatron revive usando el fragmento de la Chispa Vital, y los Decepticons regresan a la costa este. Allí, Grindor secuestra a Sam, mientras que Megatron derrota a Optimus Prime. Después de que los Autobots rescatan a Sam, los Decepticons se enteran de que se dirige a un museo, que Starscream destruye, aunque esto no logra matar a Sam, ya que fue transportado a El Cairo a través de un puente espacial creado por Jetfire.
Los Decepticons siguen a los Autobots hasta las afueras de El Cairo, donde Megatron lucha y derrota tanto a Jetfire como a Bumblebee. Mientras tanto, Long Haul destruye la pistola Axion que los Autobots le dieron a NEST. Megatron luego se entera de que The Fallen lo ha traicionado prometiéndole convertirlo en un Prime, ya que los Prime nacen, no se hacen, por lo que se venga matándolo en su Cosechador antes de que pueda activarlo. Más tarde, Megatron se entera gracias a Starscream de que Optimus Prime ha destruido el Cosechador y declara la victoria de los Decepticons, haciendo planes para formar un nuevo ejército y derrotar a los Autobots en el futuro.

### PlayStation 2 y Wii
Al comienzo del juego, el Decepticon Soundwave piratea un satélite y busca una pieza de tecnología Cybertroniana en un camión de NEST en Shanghái, China. Sideways y Demolishor interceptan el camión y roban el artefacto, haciendo que los Autobots se pongan en movimiento para detenerlos. Mientras Ironhide enfrenta y derrota a Demolishor, Bumblebee persigue a Sideways por las calles y los tejados, pero este último escapa por poco con la ayuda de Starscream. Al regresar a la base de Decepticon, Starscream informa al nuevo líder de Decepticon, The Fallen, que busca reactivar su viejo Cosechador de Soles para crear suficiente Energon para derrotar a los Autobots, y revela que el artefacto que robaron es un componente esencial de la máquina. Entonces envía a los Decepticons al Abismo Laurentino, para recuperar el cadáver de Megatron, que está siendo custodiado por una flota de barcos de la armada. Starscream ataca los barcos de la armada, dando a Sideways la oportunidad de recuperar el cuerpo. Tienen éxito, y los Decepticons regresan con The Fallen, quien resucita a Megatron y lo convierte en su sirviente.
Megatron desata al colosal Decepticon Devastator en Shanghái para recuperar otro componente del Cosechador, pero es derrotado por Optimus, quien asegura el componente y se lo da a NEST para que lo proteja. Sin embargo, Bumblebee fue capturado por Starscream durante la pelea, y es usado como cebo para atraer a los Autobots a la base Decepticon, donde Megatron tiene la intención de matar a Optimus y obtener el componente final del Cosechador: la Matriz Autobot del Liderazgo. Mientras Megatron lucha contra Optimus, Bumblebee escapa de su celda con la ayuda de Jetfire, un viejo Decepticon y ex sirviente de The Fallen que también había sido encarcelado. Optimus finalmente es derrotado por Megatron, quien toma la Matriz de su cuerpo y lo deja morir. Antes de escapar, Bumblebee y Jetfire colocan a Optimus apenas con vida en una cápsula de escape que lo lleva a El Cairo, Egipto. En otro lugar, Megatron y Starscream atacan una base NEST para recuperar el componente del Cosechador que Devastador no pudo obtener. 
Jetfire intenta detener a los Decepticons y los persigue hasta Egipto, donde Megatron lo derriba. Aunque herido, puede llegar a Optimus y salvarlo de Starscream, a costa de su propia vida. Antes de morir, Jetfire le presta sus alas y otras partes a Optimus, restaurando su poder y dándole los medios para detener a The Fallen. Al reunirse con los otros Autobots, Optimus les ordena que se encarguen de los Decepticons que protegen el Cosechador mientras él se enfrenta a Fallen. Ironhide puede destruir varias torretas Decepticon antes de ser atacado por Megatron. Optimus salva a Ironhide y derrota a Megatron, antes de luchar contra The Fallen. Prevalece una vez más, destruyendo tanto a The Fallen como al Cosechador. Con sus fuerzas derrotadas, Megatron y Starscream intentan escapar, pero son absorbidos por un puente espacial, que los transporta a la base de The Fallen. El juego termina con los Autobots reparando la pirámide donde se encontraba el Cosechador, mientras que Megatron y Starscream supervisan la creación de un nuevo ejército Decepticon.

## Personajes jugables
| Personaje     | Controlable en... | Controlable en... | Controlable en... | Controlable en... | Controlable en... |
| Personaje     | PC                | 360 y PS3         | PS2 y Wii         | PSP               | NDS               |
| Autobots      | Autobots          | Autobots          | Autobots          | Autobots          | Autobots          |
| ------------- | ----------------- | ----------------- | ----------------- | ----------------- | ----------------- |
| Optimus Prime | Sí                | Sí                | Sí                | Sí                | Sí                |
| Bumblebee     | Sí                | Sí                | Sí                | Sí                | Sí                |
| Ironhide      | Sí                | Sí                | Sí                | Sí                | No                |
| Ratchet       | Sí                | Sí                | No                | Sí                | No                |
| Jetfire       | No                | Descargable       | Sí                | No                | No                |
| Breakaway     | Sí                | Sí                | No                | No                | Sí                |
| Sideswipe     | No                | Descargable       | No                | Sí                | Sí                |
| Aerialbot     | Multijugador      | Multijugador      | No                | No                | No                |
| Protectobot   | Multijugador      | Multijugador      | No                | No                | No                |
| Jazz          | No                | Descargable       | No                | No                | No                |
| Decepticons   |                   |                   |                   |                   |                   |
| Megatron      | Sí                | Sí                | Sí                | Sí                | Sí                |
| Starscream    | Sí                | Sí                | Sí                | Sí                | Sí                |
| Soundwave     | No                | Descargable       | No                | No                | No                |
| Grindor       | Sí                | Sí                | No                | Sí                | No                |
| Sideways      | Sí                | Sí                | Sí                | Sí                | Sí                |
| Barricade     | No                | No                | No                | No                | Sí                |
| Long Haul     | Sí                | Sí                | No                | No                | No                |
| Seeker        | Multijugador      | Multijugador      | No                | No                | No                |
| Dead End      | No                | No                | No                | Sí                | No                |
| Sunstorm      | No                | Descargable       | No                | No                | No                |

## Desarrollo
El desarrollador de PlayStation 3 y Xbox 360, Luxoflux, actualizó el sistema de transformación del juego para permitir una mayor transformación fluida de los robots. Ahora los jugadores pueden transformarse en el aire, transferir el impulso obtenido antes de la transformación y transformarse directamente en los ataques. Cuenta con juego en línea y contenido descargable, anunciado el 15 de julio de 2009. Las nuevas características incluyen lo siguiente: nuevos personajes multijugador, incluyendo las versiones G1 de personajes y nuevas libreas; nuevos mapas multijugador; la posibilidad de utilizar nuevos personajes en la campaña; un modo de dificultad experto; y nuevos logros (Xbox 360) y trofeos (PS3). Fue lanzado el 27 de agosto de 2009 para PS3 y Xbox 360.
Las versiones de PS2 y Wii del juego fueron desarrolladas por Krome Studios. Estas versiones cuentan con un modo cooperativo especial, donde el segundo jugador entra en la batalla como un sistema de escudo y arma flotante. Los jugadores trabajan juntos para sobrevivir contra oleadas de enemigos. A diferencia de las versiones del juego de PS3 y Xbox 360, las versiones de PS2 y Wii cuentan con una sola campaña. Los jugadores se alternan entre controlar diversos Autobots y Decepticons durante las quince misiones del juego. La versión de Wii del juego contiene controles de movimiento para el combate y eventos de tiempo rápido. Cada Transformer tiene un movimiento especial donde el personaje se transforma temporalmente.
La versión de PSP de Transformers fue desarrollado por Savage Entertainment. En esta versión, el juego se juega desde una perspectiva de arriba abajo en modo robot, con niveles de conducción y escolta también añadidos. El juego cooperativo Ad-Hoc es compatible. La jugabilidad en forma de robot es una reminiscencia del tirador arcade Smash TV y el título de Dreamcast Cannon Spike.

### Sonido
Mark Ryan regresa para la actuación de voz, a pesar de no volver a dar voz a Ironhide, en su lugar da voz a Bumblebee. Jess Harnell reemplaza a Mark Ryan como la voz de Ironhide, Peter Cullen repitió su papel como Optimus Prime, Robert Foxworth como Ratchet y Charlie Adler da voz a Starscream en el juego. Aunque Revenge of the Fallen conserva la mayoría del reparto de su contraparte película, hay algunas excepciones. El villano titular de la película, The Fallen, tiene la voz de James Arnold Taylor, quien reemplaza a Tony Todd en la película. Peter Jessop reemplaza a Frank Welker como la voz de Soundwave. Hugo Weaving, quien hace la voz de Megatron en las películas de acción en vivo, no hace la voz de Megatron en el juego. En su lugar Frank Welker, que hizo la voz de Megatron en la serie animada The Transformers vuelve a darle voz al personaje. Devastator, quien recibió la voz de Welker en la película, es la voz de Fred Tatasciore en el juego. Tatasciore también da voz a Demolisher y Grindor. Clive Revill, quien da voz a Kickback en The Transformers, da voz a Jetfire en reemplazo de Mark Ryan. El juego cuenta con Neil Kaplan, la voz de Optimus Prime en la serie Transformers: Robots in Disguise. Kaplan no hace la voz de Prime, pero en cambio le da voz al personaje Long Haul, así como a personajes secundarios adicionales. La banda de rock electrónico Julien-K, que contribuyó con una pista a la banda sonora de la primera película, proporcionó la partitura con Steve Jablonsky. John DiMaggio, que más tarde fue a hacer la voz de Leadfoot en El lado oscuro de la luna, hace la voz de Sideways y Lennox. Andrew Kishino, quien originalmente prestó su voz a Jazz en Transformers: The Game, le daría voz a un Autobot volador que fue eliminado de la película, Breakaway. Kishino también repite como Jazz en el DLC, y Nolan North reemplaza a Andre Sogliuzzo como la voz de Sideswipe también en el DLC. 

### Soporte descontinuado
A partir de 2020, Activision suspendió el soporte para Revenge of the Fallen y los servidores multijugador del juego se cerraron.

## Recepción
Transformers: Revenge of the Fallen recibió críticas mixtas de los críticos, con la versión de Xbox 360 del juego sosteniendo un 63,46% en GameRankings y un 61 sobre 100 en Metacritic. La versión de PlayStation 3 obtuvo una puntuación similar, con un 63,55% en GameRankings y un 63 sobre 100 en Metacritic. La versión de PC obtuvo una puntuación ligeramente menor de 56% y 58 sobre 100, respectivamente. Chris Roper de IGN le dio al juego un 6/10, diciendo que tenía una "total y absoluta falta [de presentación]". Thierry Nguyen de 1UP.com le dio a la versión una C+, diciendo: "Transformers 2 es una mejora significativa sobre su terrible predecesor". GamePro era más indulgente, dándole al juego un 4/5, e indicando "Si te gusta Transformers, compra este juego. Incluso si no es así (o si odias a Michael Bay), deberías darle a Optimus Prime una oportunidad." Eurogamer le dio a Revenge of the Fallen 4/10, afirmando que "Nunca es muy divertido, pero tampoco es lo suficientemente flojo para ser terrible. Simplemente está allí, una distracción olvidable." Se mencionó que el puerto para PC tenía una serie de problemas técnicos, causando puntuaciones menores que sus homólogos de la consola. GameSpot calificó a la versión para PC con 6/10, mientras que la versión 360 recibió un 7,5/10. GameSpy le dio a la versión de X360 un 3,5/5, alabando el profesional trabajo de voz y la "sólida jugabilidad multijugador". Dijeron además que "el modo multijugador mantendrá relevante a Revenge of the Fallen mucho después que la película haya salido en DVD".
Las versiones de PS2 y Wii recibieron críticas mixtas a negativas de los críticos, con la versión de PS2 del juego sosteniendo un 46% en GameRankings y un 51 sobre 100 en Metacritic. La versión de Wii obtuvo calificaciones un poco más altas, con un 53% en GameRankings y un 53 sobre 100 en Metacritic. Las versiones de PS2 y Wii de Revenge of the Fallen fueron criticadas por tener controles horribles. En concreto, IGN afirmó que "el juego a menudo ignora lo que quieres hacer, y en su lugar hace algo diferente", dándole al juego un 4.2/10. GameZone criticó los controles, diciendo "los problemas de control –entre otros errores– arruinaron este juego".
La versión de PSP recibió aún peores críticas, ganando un 36,5% en GameRankings y un 37 sobre 100 en Metacritic. Chris Watters de GameSpot le dio a Revenge of the Fallen un 4 sobre 10, diciendo que "este juego de acción aburrido y desagradable está en desesperada necesidad de una puesta a punto". IGN le dio al juego un 2,8, llamándolo "uno de los peores juegos de la PSP". GameZone llamó al juego "un juego bastante defectuoso de principio a fin".
En los Spike Video Game Awards de 2009, Megan Fox ganó el premio de Mejor Interpretación por una Humana por su interpretación como Mikaela Banes en el juego.